# 世界同志運動會

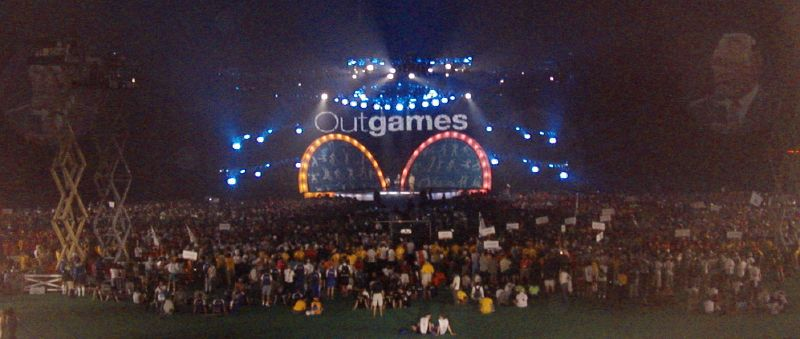
首届世界同志运动会开幕式

世界同志運動會（英語：World Outgames）是一个由同性恋社团举办的体育和文化活动，但並不限制參與者的性取向。运动会是由同志国际体育协会舉辦的。這個運動會有別於同樂運動會（Gay Games）。

## 沿革
加拿大蒙特利爾原本主辦2006年同樂運動會，後來由於同乐运动会联合会與該運動會籌委會發生重大矛盾而棄辦。經過重新申辦組織後，成立同志国际体育协会，在2006年8月舉辦首屆世界同志運動會。

## 世界同志運動會列表
| 届数 | 开幕时间  | 举办城市   | 举办国家 |
| ---- | --------- | ---------- | -------- |
| 1    | 2006年8月 | 蒙特利尔   | 加拿大   |
| 2    | 2009年8月 | 哥本哈根   | 丹麦     |
| 3    | 2013年7月 | 安特卫普   | 比利时   |
| 4    | 2017年    | 迈阿密海滩 | 美国     |